# دانوب آبی
دانوب آبی یا An der schönen blauen Donau نام والسی از آهنگساز اتریشی یوهان اشتراوس پسر است. این والس ساختهٔ سال ۱۸۶۶ است. امروزه دانوب آبی یکی از معروف‌ترین آثار این آهنگساز به شمار می‌رود.